# Eleições parlamentares na Coreia do Norte em 2009
As eleições parlamentares norte-coreanas de 2009 ocorreriam no dia 5 de agosto de 2008, mas foram adiadas para 8 de março de 2009. Estas são as primeiras eleições parlamentares no país em seis anos, em regime de partido único e com apenas um candidato para cada uma das 687 cadeiras da Assembleia Popular Suprema.

## Resultados e participação
Kim Jong-un, terceiro filho do ditador Kim Jong-il, não foi eleito para a Assembleia da Coreia do Norte. Conforme o Ministério de Unificação da Coreia do Sul, nenhum dos três filhos do líder entrou no Legislativo. O índice de participação alcançou 99,98% e os candidatos foram aprovados com 100% dos votos. Das 687 cadeiras em disputa, apenas 316 foram substituídas. Kim Jong-il foi reeleito, em uma circunscrição militar em Pyongyang, com 100% dos votos.